# Drapelul Sudanului de Sud

Steagul Sudanului de Sud

Drapelul Sudanului de Sud a fost adoptat în urma semnării Acordului global de pace care a pus capăt celui de-al doilea Războiului Civil Sudanez. Steagul a fost utilizat anterior ca steag al Armatei Populare de Eliberare din Sudan.

## Descriere
Steagul are asemănări puternice cu steagurile Sudanului (din care Sudanul de Sud s-a desprins în 2011) și Kenyei. Preia negrul, roșul, albul și verdele de la steagul sudanez (deși simbolic culorile nu au aceeași semnificație), având în plus un chevron de-a lungul steagului. Orizontalul negru, alb, roșu, verde și benzile din cota steagului au aceeași design ca steagul Kenyei, și simbolismul Pan-African cu privire la aceasta.
Guvernul sud-sudanez, de asemenea, precizează: culorile drapelului reprezintă poporul sud-sudanez (negru), pacea (alb), sângele vărsat pentru libertate (roșu), terenurile (verde) și apele Nilului (albastru - care apar în chevron). Steaua de aur reprezintă unitatea de statelor din Sudanul de Sud.